# パラーター

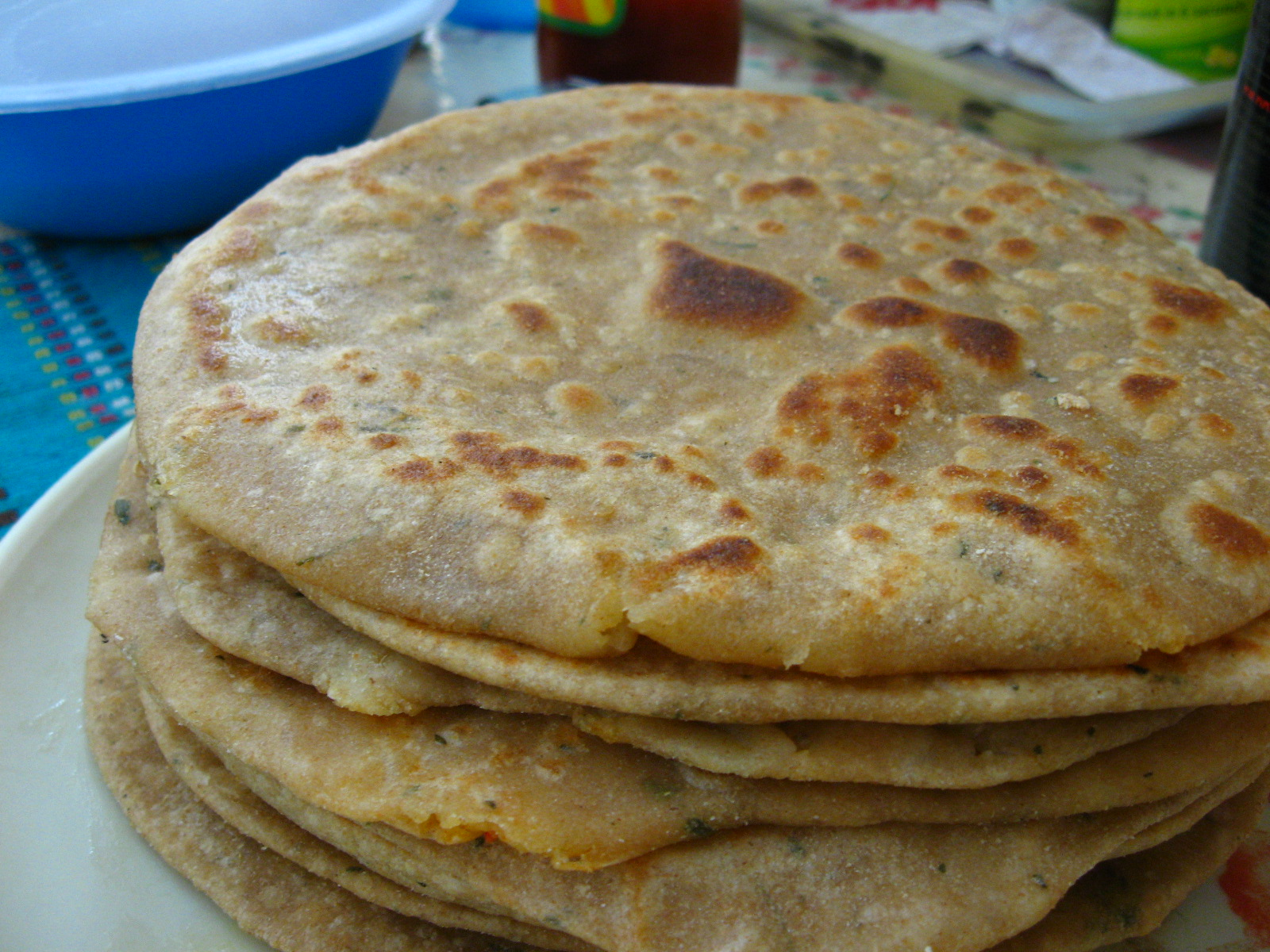
パラーター

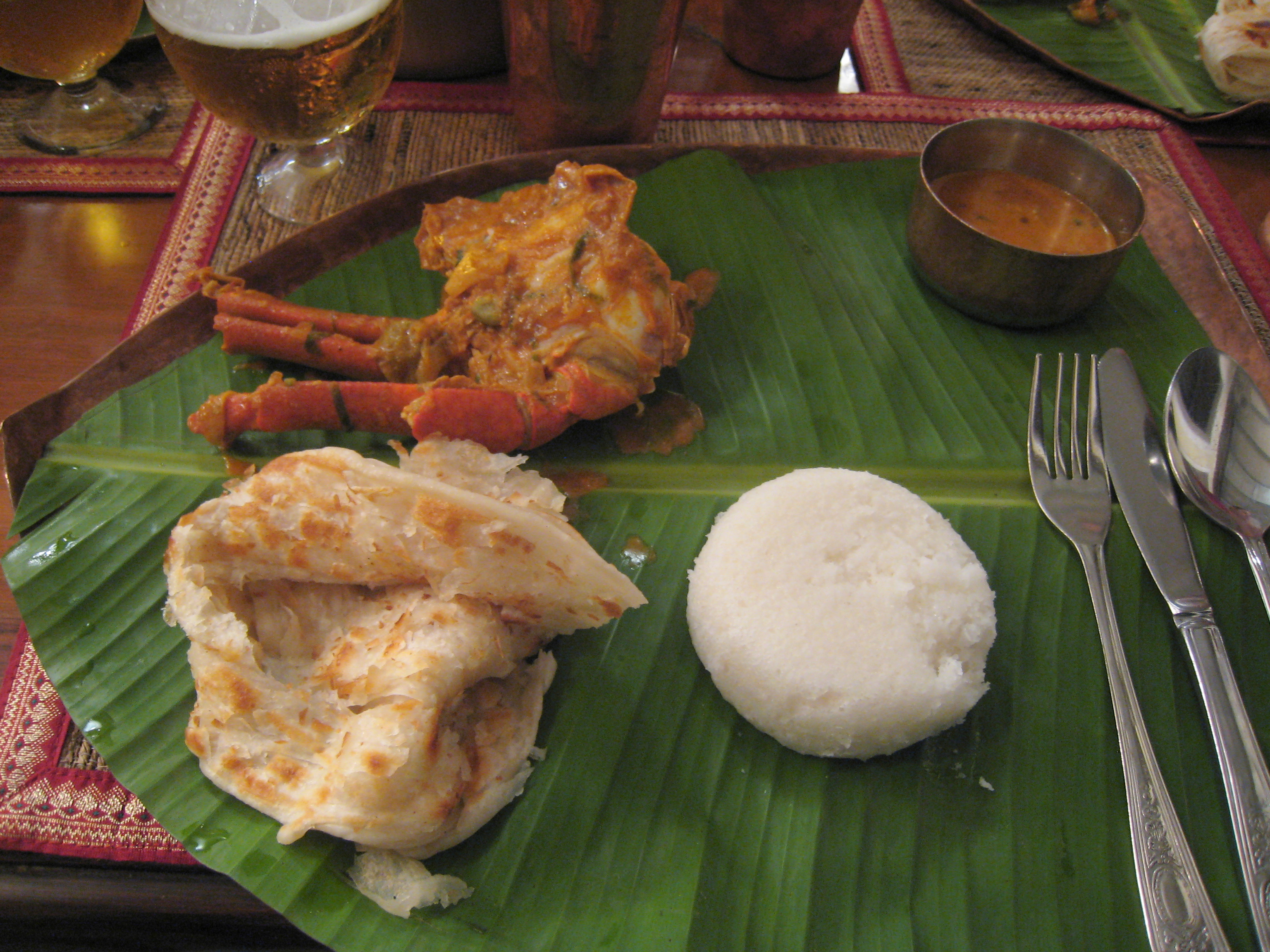
パラーター

パラーター（पराठा）は、チャパティの生地をのばし、ギーを塗り、折り畳むことを繰り返してギーを層状に練り込み、薄くのばして焼いたもの。パラタ、パロータともいう。
東アフリカでは、パラーター同様のパンを「チャパティ」の名で売っている。
2枚の生地の間にトウモロコシや香辛料、柔らかく煮て味をつけたジャガイモやカリフラワーなどを薄くのばしてはさむこともあり、弁当としても食べられている。